# How Can I Keep from Singing?
La canción «How Can I Keep from Singing?» tuvo un nuevo protagonismo en 1991, cuando la cantante irlandesa Enya sacó a la venta una grabación de este himno en su álbum "Shepherd Moons". También se publicó el sencillo de este tema, con las canciones Oíche Chiún (Silent Night) y S Fagaim Mo Bhaile, las cuales aparecen como temas adicionales de acompañamiento.
El videoclip del tema muestra a Enya cantando en una Iglesia de la campiña Ghaoth Dobhair, mientras que también incluye imágenes de archivo de figuras políticas como Nelson Mandela o Boris Yeltsin entre otros, e imágenes referentes a la Guerra del Golfo y la hambruna.

## Lista de temas
| LP Lado A |                                |          |  |
| N.º       | Título                         | Duración |  |
| 1.        | «How Can I Keep From Singing?» | 4:25     |  |
| 4:25      |                                |          |  |

| LP Lado B |                              |          |  |
| N.º       | Título                       | Duración |  |
| 1.        | «Oíche Chiún (Silent Night)» | 3:46     |  |
| 2.        | «'S Fagaim Mo Bhaile»        | 3:57     |  |
| 7:43      |                              |          |  |

En su versión digitalizada (en CD) el orden es el mismo, pero de corrido.